# Santeri Hostikka
Santeri Hostikka (* 30. September 1997 in Järvenpää) ist ein finnischer Fußballspieler. Der Flügelspieler stand zuletzt beim finnischen Rekordmeister HJK Helsinki unter Vertrag und ist finnischer Nationalspieler.

## Karriere

### Verein
Hostikka begann seine professionelle Karriere beim Pallokerho Keski-Uusimaa in der drittklassigen Kakkonen, wo er in der Spielzeit 2014 erste Einsätze sammelte. In der Saison 2015 erzielte er als Teenager in 24 Ligaspielen vier Treffer.
Zur Saison 2016 unterzeichnete er beim Erstligisten FC Lahti einen Einjahresvertrag mit Option auf ein weiteres Jahr. Für seinen neuen Verein debütierte er am 23. Januar beim 1:0-Heimsieg im Liigacup gegen den Helsingfors IFK. Beim 2:2-Unentschieden gegen den IFK Mariehamn am 12. Februar traf er in selbigem Bewerb erstmals für den FC Lahti. Mit dem Finalsieg gegen den SJK Seinäjoen gewann man diesen Pokal am 19. März. Seinen ersten Ligatreffer erzielte er am 18. April beim 2:2-Unentschieden gegen den Helsingfors IFK. In dieser Spielzeit traf er in 37 Pflichtspielen sechsmal und assistierte acht weitere Tore. In der nächsten Saison 2017 erzielte er in 30 Ligaspielen drei Tore und sammelte acht Vorlagen. In seiner dritten Saison 2018 für den FC Lahti netzte er viermal und gab eine Vorlage.
Am 19. Dezember 2018 unterzeichnete er einen 3-1/2-Jahres-Vertrag beim polnischen Erstligisten Pogoń Stettin. Sein Debüt gab er am 3. März 2019 (24. Spieltag) beim 3:2-Auswärtssieg gegen Wisła Krakau, als er in der Schlussphase für Zvonimir Kožulj eingewechselt wurde. In der verbleibenden Spielzeit 2018/19 kam er in acht Spielen zum Einsatz.
Im August 2021 kehrte Hostikka nach Finnland zurück und wechselte zum HJK Helsinki. Dort nahm er mit der Gruppenphase der UEFA Europa Conference League erstmals an der Hauptrunde eines Europapokalwettbewerbs teil und gewann am Jahresende mit der Mannschaft die finnische Meisterschaft. In der anschließenden Saison 2022 spielte er mit dem Verein in der Gruppenphase der UEFA Europa League und wurde am Jahresende erneut finnischer Meister. 2023 sowie 2024 spielte er mit der Mannschaft erneut in der Europa Conference League und gewann 2023 ein drittes Mal die finnische Meisterschaft.

### Nationalmannschaft
Hostikka war in diversen finnischen Juniorennationalmannschaften in den Altersklassen U19, U20 und U21 im Einsatz. Im Januar 2018 stand er beim Freundschaftsspiel Finnlands gegen Jordanien erstmals im Kader der A-Nationalmannschaft, kam dort jedoch nicht zum Einsatz. In der Folge wurde er – mit Ausnahme zweier Spiele in der Nations League im September 2020, bei denen er aber ebenfalls nicht eingesetzt wurde – zunächst nicht mehr nominiert. Am 1. September 2021 gab er schließlich sein Nationalmannschafts-Debüt, als er im Freundschaftsspiel gegen Wales in der Startaufstellung stand. Bis Januar 2023 folgten noch fünf weitere Länderspiele; seitdem wurde Hostikka bislang nicht mehr in die Nationalmannschaft berufen.